# Megathymus
Megathymus is een geslacht van vlinders uit de familie van de dikkopjes (Hesperiidae).

## Soorten
- Megathymus bazelae Stallings & Turner, 1958
- Megathymus beulabae Stallings & Turner, 1958
- Megathymus cofaqui (Strecker, 1876)
- Megathymus coloradensis Riley, 1875
- Megathymus gayleae Stallings, Turner & Stallings, 1963
- Megathymus harrisi Freeman, 1955
- Megathymus streckeri (Skinner, 1895)
- Megathymus ursus Poling, 1902
- Megathymus yuccae (Boisduval & Le Conte, 1833)